# Discografia formației The Killers
Aceasta este discografia trupei americane de rock alternativ The Killers. Până acum, trupa a lansat trei albume de studio, o compilație și optsprezece single-uri.

## Albume

### Albume de studio
| Titlu      | Data lansării     | Poziții în topuri | Poziții în topuri | Poziții în topuri | Poziții în topuri | Poziții în topuri | Poziții în topuri | Poziții în topuri | Poziții în topuri | Poziții în topuri | Poziții în topuri | Poziții în topuri | Poziții în topuri | Poziții în topuri | Distincții pentru numărul de exemplare vândute |
| Titlu      | Data lansării     | Billboard 200     | UK Albums Chart   | Franța            | Elveția           | Olanda            | Noua Zeelandă     | Norvegia          | Austria           | Irlanda           | Finlanda          | Suedia            | Germania          | Australia         | Distincții pentru numărul de exemplare vândute |
| ---------- | ----------------- | ----------------- | ----------------- | ----------------- | ----------------- | ----------------- | ----------------- | ----------------- | ----------------- | ----------------- | ----------------- | ----------------- | ----------------- | ----------------- | ---------------------------------------------- |
| Hot Fuss   | 7 iunie 2004      | 7                 | 1                 | 8                 | 53                | 46                | 5                 | -                 | 60                | 1                 | 15                | -                 | 47                | 1                 | Platină                                        |
| Sam's Town | 3 octombrie 2006  | 2                 | 1                 | 30                | 9                 | 14                | 1                 | 10                | 6                 | 1                 | 20                | 13                | 5                 | 2                 | Platină                                        |
| Day & Age  | 24 noiembrie 2008 | 6                 | 1                 | 57                | 4                 | 12                | 2                 | 1                 | 9                 | 1                 | 17                | 14                | 8                 | 4                 | Aur                                            |

### Compilații
| Copertă | Titlu            | Data lansării | Poziții în topuri | Poziții în topuri | Poziții în topuri | Poziții în topuri | Poziții în topuri | Poziții în topuri | Poziții în topuri | Poziții în topuri | Poziții în topuri | Poziții în topuri | Poziții în topuri | Poziții în topuri | Poziții în topuri | Distincții pentru numărul de exemplare vândute |
| Copertă | Titlu            | Data lansării | Billboard 200     | UK Albums Chart   | Franța            | Elveția           | Olanda            | Noua Zeelandă     | Norvegia          | Austria           | Irlanda           | Finlanda          | Suedia            | Germania          | Australia         | Distincții pentru numărul de exemplare vândute |
| ------- | ---------------- | ------------- | ----------------- | ----------------- | ----------------- | ----------------- | ----------------- | ----------------- | ----------------- | ----------------- | ----------------- | ----------------- | ----------------- | ----------------- | ----------------- | ---------------------------------------------- |
| Sawdust | 9 noiembrie 2007 | 12            | 7                 | 93                | 33                | 72                | 18                | 29                | 35                | 13                | -                 | -                 | 53                | 6                 | Platină           |                                                |

## Single-uri
| Anul lansării | Titlul                                                          | Poziții în topuri | Poziții în topuri | Poziții în topuri | Poziții în topuri      | Poziții în topuri | Poziții în topuri | Poziții în topuri | Poziții în topuri | Poziții în topuri     | Poziții în topuri | Poziții în topuri | Poziții în topuri | Poziții în topuri | De pe albumul                       |
| Anul lansării | Titlul                                                          | US Hot 100        | US Pop 100        | US Modern Rock    | US Hot Dance Club Play | NOR               | AUS               | GER               | SWI               | Italian Singles Chart | NZ Singles Chart  | UK Singles Chart  | IRE               | SWE               | De pe albumul                       |
| ------------- | --------------------------------------------------------------- | ----------------- | ----------------- | ----------------- | ---------------------- | ----------------- | ----------------- | ----------------- | ----------------- | --------------------- | ----------------- | ----------------- | ----------------- | ----------------- | ----------------------------------- |
| 2004          | „Mr. Brightside”                                                | 10                | 5                 | 3                 | -                      | -                 | 29                | 60                | -                 | 40                    | 15                | 10                | -                 | -                 | Hot Fuss                            |
| 2004          | „Somebody Told Me”                                              | 51                | -                 | 3                 | -                      | -                 | 17                | -                 | 21                | 31                    | 13                | 3                 | 9                 | -                 | Hot Fuss                            |
| 2004          | „All These Things That I've Done”                               | 74                | 58                | 10                | -                      | -                 | 42                | -                 | -                 | -                     | 36                | 18                | 46                | -                 | Hot Fuss                            |
| 2005          | „Smile Like You Mean It”                                        | -                 | -                 | 15                | -                      | -                 | 47                | -                 | -                 | -                     | -                 | 11                | 20                | -                 | Hot Fuss                            |
| 2005          | „Glamorous Indie Rock & Roll”                                   | 113               | 71                | -                 | -                      | -                 | -                 | -                 | -                 | -                     | -                 | -                 | -                 | -                 | Hot Fuss                            |
| 2006          | „When You Were Young”                                           | 14                | 18                | 1                 | 6                      | 20                | 10                | 44                | 56                | 40                    | 10                | 2                 | 6                 | 45                | Sam's Town                          |
| 2006          | „Bones”                                                         | -                 | -                 | 21                | -                      | -                 | 22                | 88                | -                 | 46                    | 16                | 15                | 24                | -                 | Sam's Town                          |
| 2006          | „A Great Big Sled” (feat. Toni Halliday)                        | 54                | 42                | -                 | -                      | -                 | -                 | -                 | -                 | -                     | -                 | -                 | -                 | -                 | A Great Big Sled (single)           |
| 2007          | „Read My Mind”                                                  | 62                | 62                | 8                 | 1                      | -                 | 32                | 60                | -                 | 32                    | 20                | 15                | 18                | -                 | Sam's Town                          |
| 2007          | „For Reasons Unknown”                                           | -                 | -                 | -                 | -                      | -                 | -                 | -                 | -                 | -                     | -                 | 53                | -                 | -                 | Sam's Town                          |
| 2007          | „Shadowplay”                                                    | 68                | 43                | 19                | -                      | -                 | -                 | -                 | -                 | -                     | -                 | 115               | -                 | -                 | Sawdust                             |
| 2007          | „Tranquilize” (feat. Lou Reed)                                  | -                 | -                 | -                 | -                      | -                 | 84                | -                 | -                 | -                     | -                 | 13                | -                 | -                 | Sawdust                             |
| 2007          | „Don't Shoot Me Santa”                                          | 108               | 73                | -                 | -                      | -                 | -                 | -                 | -                 | -                     | -                 | 34                | 49                | -                 | Don't Shoot Me Santa (single)       |
| 2008          | „Human”                                                         | 32                | 39                | 6                 | 3                      | 1                 | 28                | 4                 | 7                 | 8                     | 17                | 3                 | 4                 | 4                 | Day & Age                           |
| 2008          | „Spaceman”                                                      | 67                | -                 | 9                 | -                      | -                 | -                 | -                 | -                 | -                     | -                 | 40                | 33                | -                 | Day & Age                           |
| 2008          | „Joseph, Better You Than Me” (feat. Elton John & Neil Tennant)” | -                 | -                 | -                 | -                      | -                 | -                 | -                 | -                 | -                     | -                 | 88                | -                 | -                 | Joseph, Better You Than Me (single) |
| 2009          | „The World We Live In”                                          | -                 | -                 | -                 | -                      | -                 | -                 | -                 | -                 | -                     | -                 | 82                | -                 | -                 | Day & Age                           |
| 2009          | „A Dustland Fairytale”                                          | -                 | -                 | -                 | -                      | -                 | -                 | -                 | -                 | -                     | -                 | 158               | -                 | -                 | Day & Age                           |

- „Somebody Told Me” a fost relansat drept al doilea single în Statele Unite, „Mr. Brightside” fiind lansat anterior.
- Melodia „All These Things That I've Done” a fost al treilea (Marea Britanie), respectiv al patrulea (SUA) extras pe single de pe albumul Hot Fuss, în timp ce „Smile Like You Mean It” a fost al treilea single în SUA, și al patrulea în Marea Britanie.
- „Glamorous Indie Rock & Roll” a fost lansată ca ediție promo pe vinil numai în Marea Britanie. În ciuda acestui fapt, a reușit să urce pe 13 în topul din Statele Unite.
- „Shadowplay” nu a fost lansat ca single în Marea Britanie, dar vânzările mari pe Internet au determinat ascensiunea sa în topuri. Același lucru este valabil și pentru cover-ul „Romeo and Juliet” (lansat anterior ca B-side pe single-ul „For Reasons Unknown”).

### Alte cântece care au urcat în topuri
| Anul | Titlul                                                    | Poziții în topuri | Poziții în topuri      | Poziții în topuri | Poziții în topuri | De pe albumul   |
| Anul | Titlul                                                    | US Pop 100        | US Hot Dance Club Play | AUS               | UK                | De pe albumul   |
| ---- | --------------------------------------------------------- | ----------------- | ---------------------- | ----------------- | ----------------- | --------------- |
| 2004 | „Somebody Told Me (King Unique/J. Harris Mix)”            | -                 | 31                     | -                 | -                 | Non-album remix |
| 2005 | „Under the Gun”                                           | 83                | -                      | -                 | -                 | Hot Fuss        |
| 2005 | „Mr. Brightside (Jacques Lu Cont's Lindbergh Palace Mix)” | -                 | 4                      | -                 | -                 | Non-album remix |
| 2007 | „Romeo and Juliet”                                        | -                 | -                      | 98                | 86                | Sawdust         |

## Alte melodii (B-sides și melodii bonus)
- Hot Fuss: „Change Your Mind” (apare pe edițiile lansate în Marea Britanie și Australia, în locul piesei „Glamorous Indie Rock and Roll”)
- „Mr. Brightside”: „Who Let You Go?”
- „Smile Like You Mean It”: „Ruby, Don't Take Your Love to Town”, „Get Trashed”
- Sam's Town: „Where the White Boys Dance” (bonus track)
- „When You Were Young”: „All the Pretty Faces”
- „Bones”: „Daddy's Eyes”
- „For Reasons Unknown”: „Romeo and Juliet”
- Day & Age: „Forget About What I Said” (bonus track), „Tidal Wave” (bonus track pe iTunes)
- „Human”: „A Crippling Blow”

## Demo-uri
- „Oh Yeah, By The Way”
- „Replaceable”
- „Desperate”
- „Waiting For Love”

## Cover-uri
În concerte
- „Time” (Pink Floyd cover)
- „Moonage Daydream” (David Bowie cover)
- „Rock N' Roll With Me” (David Bowie cover)
- „Can't Take My Eyes Off You” (Frankie Valli cover)
- „Girls Just Wanna Have Fun” (Cyndi Lauper cover)
- „Helter Skelter” (The Beatles cover)
- „Chicago” (Frank Sinatra cover)

Înregistrate
- „Shadowplay” (Joy Division cover)
- „Romeo & Juliet” (Dire Straits cover)
- „Ruby, Don't Take Your Love To Town” (The First Edition cover)
- „Why Don't You Find Out For Yourself” (Morrissey cover)

## Melodii nelansate
- „Where Is She?” - cunoscută și drept „Soft Surrender”
- „Stereo of Lies” - interpretată live la unele concerte
- „Burning Up” - melodie nouă, menționată într-un interviu cu revista germană Musikexpress, în februarie 2007
- „Metropolis” - melodie nouă, menționată într-un interviu din primăvara lui 2007
- „Dreamland” - înregistrată în timpul turneului australian din 2007
- „Emerald City”
- „Vibration”
- „A Change Coming On” - melodie nelansată, menționată într-un interviu pentru The Daily Mail.